# NGC 121
NGC 121 (również ESO 50-SC12) – gromada kulista, znajdująca się w gwiazdozbiorze Tukana. Odkrył ją John Herschel 20 września 1835 roku.
Należy do Małego Obłoku Magellana i jest jego najstarszą gromadą kulistą – liczy około 10 miliardów lat, podczas gdy inne gromady kuliste tej karłowatej galaktyki mają nie więcej niż 8 miliardów lat. Mimo to NGC 121 jest o kilka miliardów lat młodsza niż jej odpowiedniki w Drodze Mlecznej czy Wielkim Obłoku Magellana.